# Луцій Лукрецій Триципітін Флав
Луцій Лукрецій Триципітін Флав (лат. Lucius Lucretius Tricipitinus Flavus; ? — після 381 до н. е.) — політичний державний і військовий діяч часів Римської республіки, консул-суфект 393 року до н. е.

## Життєпис
Походив з патриціанського роду Лукреціїв. Про батьків, дату народження та молоді роки немає відомостей. 
У 393 році до н. е. попередні вибори консулів-суффектів були анульовані (невідомо з якої причини), а новими обрали Луція Лукреція та Сервія Сульпіція Камеріна. Луцій Лукрецій очолив військо проти племені еквів, яке захопило римську колонію Вітелію. Доволі швидко Лукрецій розбив супротивника. Після цього рішуче виступив проти пропозиції переселитися до захопленого міста Вейї.
У 391 році до н. е. його було обрано військовим трибуном з консульською владою разом з Луцієм Фурієм Медулліном, Сервієм Сульпіцієм Камеріном, Агріппою Фурієм Фусом, Луцієм Емілієм Мамерціном, Гаєм Емілієм Мамерціном. Лукрецію було доручено вести війну проти етруського міста Вольсінії. Луцій Триципітін завдав поразки етрускам, змусивши їх виплатити велику контрибуцію та укласти мир на 20 років.
У 390 році до н. е. брав участь у війні проти сенонів на чолі із Бренном. Немає свідчень про участь Лукреція в битві при Алії. Проте напевне він обороняв Рим, а потім Капітолій.
У 388 році до н. е. був обраний вдруге військовим трибуном з консульською владою разом із Тітом Квінкцієм Цинціннатом Капітоліном, Квінтом Сервілієм Фіденатом, Луцієм Юлієм Юлом, Луцієм Аквілієм Корвом, Сервієм Сульпіцієм Руфом). Разом з колегами воював проти еквів та міста-держави Тарквінії, яким було завдано відчутної поразки.
У 383 році до н. е. втретє його було обрано військовим трибуном з консульською владою разом із Луцієм Валерієм Публіколою, Авлом Манлієм Капітоліном, Сервієм Сульпіцієм Руфом, Марком Требонієм, Луцієм Емілієм Мамерціном. Разом з колегами став готувати військову кампанію проти повсталих вольськів та міста Пренеста, але були зупинені мором та голодом, що почалися у Римі. Внаслідок цього вимушені були приділяти увагу подоланню цих проблем.
У 381 році до н. е. вчетверте його було обрано військовим трибуном з консульською владою разом із Марком Фурієм Каміллом, Авлом Постумієм Альбіном Регілленом, Луцієм Постумієм Альбіном Регілленом, Луцієм Фурієм Медулліном, Марком Фабієм Амбустом). Під час своєї каденції разом з колегами Луцієм та Авлом Постуміями, Фабієм Амбустом займався забезпеченням миру та злагоди в Римі та підкорених володіннях.